# Aboboreiro
Aboboreiro es una localidad caboverdiana del municipio de São Salvador do Mundo.

## Geografía
La localidad está situada en la isla de Santiago.

## Organización territorial
La localidad abarca los lugares y barrios de:
- Aboboreiro
- Baía Minhoto
- Chã Rodrigues
- Chão Boi
- Chão de Carvalho
- Kelem
- Rotcha Preto
- Terra Branco